# Power nap
Power nap (lub cat nap) to termin ukuty przez dr Jamesa B. Maasa, znanego badacza snu i autora książki „Power Sleep”. Power nap to bardzo krótka drzemka trwająca nie dłużej niż 20 minut, składająca się wyłącznie ze snu w fazie 2 (razem jest ich 5). Faza 2 to „najlżejsza” z faz snu. Pośród głównych zalet 20-minutowej drzemki wymieniane są:
- zmniejszenie senności
- podwyższona czujność
- zwiększona koncentracja
- zwiększona sprawność motoryczna
- polepszenie nastroju